# Aeroporto Internacional da Ilha Norfolque
O Aeroporto Internacional Da Ilha Norfolque (em inglês: Norfolk Island Airport) é o único aeroporto na Ilha Norfolque, um território ultramarinho da Austrália.
A pista foi construída pelos aliados durante a Segunda Guerra Mundial como uma medida defensiva contra as operações japonesas na Oceania. Como a Ilha Norfolque não tem bastante terreno plano, foram usadas várias escavadeiras para terraplenar a pista e malhas de aço para deixar a superfície mais sólida. Inicialmente as operações foram feitas a serviços de bombardeiros e de transporte para ilhas vizinhas.
É o hub principal da Norfolk Air, hoje operada pela Our Airline.
No aeroporto da Ilha Norfolque encontra-se também equipamentos para salvamento no mar e unidade de serviço de radares.